# Issancourt
Ne doit pas être confondu avec Issoncourt.
Issancourt est une localité d'Issancourt-et-Rumel et une ancienne commune française, située dans le département des Ardennes en région Grand Est.

## Histoire
Louis-Urbain Le Fèvre de Caumartin, d'après la dénombrement de 1735, indique :
« Riviere et Issaucourt : 20 feux. » Elle était du « Département de la Frontière de Champagne et  dépendait, en partie, de la Généralité ou Intendance de Champagne et en partie de l'intendance de Metz ». La communauté est notée dans les « Communautez non sujettes à la subvention ».
Elle est créée à partir du territoire de la commune de Vivier-au-Court, en 1789, et fusionne avec la commune de Rumel, en 1808, pour former la commune de Issancourt-et-Rumel. Elle devient le chef-lieu de la nouvelle commune.

## Administration
| Période                                  | Période | Identité | Étiquette | Qualité |
| ---------------------------------------- | ------- | -------- | --------- | ------- |
| Les données manquantes sont à compléter. |         |          |           |         |
|                                          |         |          |           |         |

## Démographie
| 1793 | 1800 | 1806 |
| ---- | ---- | ---- |
| 233  | 255  | 242  |

Histogramme

(élaboration graphique par Wikipédia)